# 8月18日
8月18日是阳历年的第230天（闰年是231天），离一年的结束还有135天。

## 大事记

### 19世紀以前
- 1527年：法國军隊占领了意大利的帕维亚和热那亚。
- 1572年：法國國王查理九世的妹妹瑪格麗特與納瓦拉國王亨利四世結婚，試圖緩解宗教戰爭。
- 1683年：施琅率領清軍攻佔台灣，鄭克塽投降，鄭氏王朝滅亡。
- 1783年：英国观测到一次异常明亮的火流星事件。

### 19世紀
- 1868年：法國天文學家皮埃爾·讓森在印度貢土爾對日全食的色球光譜進行觀測時首次發現氦元素。
- 1870年：法軍在格拉沃洛特地區戰勝普軍，但法國將領巴贊未能保握著殲滅普軍的機會，最終導致法國在普法戰爭中戰敗。
- 1877年：美国天文学家阿萨夫·霍尔在美国海军天文台发现火星较大的卫星「火卫一」。

### 20世紀
- 1905年：反清革命组织共进会成立。
- 1914年：美国总统伍德罗·威尔逊宣布在第一次世界大战中，美国保持中立。
- 1917年：希腊塞萨洛尼基市1917年塞萨洛尼基大火（英语：Great Thessaloniki Fire of 1917），7万人无家可归。
- 1920年：美國足夠數量的洲份批准《美國憲法》第十九修正案，進而確保美國婦女選舉權。
- 1925年：在廣州的中華民國國民政府將轄下的各地方軍隊統一組建成國民革命軍。
- 1937年：美国肖松尼国家森林发生了一场大火，造成38人死亡，15人受伤。
- 1938年：连接美国纽约州和加拿大安大略的千岛大桥（英语：Thousand Islands Bridge）落成。
- 1945年：滿洲國皇帝溥儀宣讀《滿洲國皇帝退位詔書》，滿洲國解散。
- 1946年：中国民主社会党发表政纲。
- 1966年：中国共产党中央委员会主席毛泽东在天安门首次接见来北京进行全国大串连的红卫兵。
- 1969年：胡士托音樂節结束，这次音乐节成为世界上规模最大的嬉皮士聚会。
- 1976年：駐守板門店的兩名美國軍隊軍人被軍隊打死，爆發自朝鲜战争休戰以來最嚴重的衝突。
- 1977年：中国共产党第十一次全国代表大会在北京闭幕，大会宣告历时十年的“文化大革命”结束。
- 1977年：香港揭發一名男子持假六合彩票獲得獎金的案件，該名被告後來被判入獄4年。
- 1980年：邓小平发表《论党和国家领导制度的改革》重要讲话，中华人民共和国开始政治体制改革。
- 1985年：松花江哈尔滨段发生恶性沉船事故，共造成171人溺水死亡。
- 1990年：香港天文台錄得90年來最高氣溫，香港市區攝氏達36.1度。
- 1996年：一些日本右翼人士在钓鱼岛树标，以宣示主权。

### 21世紀
- 2002年：港鐵將軍澳綫位於將軍澳新市鎮內的路段通車，同日港鐵觀塘綫的東面總站延伸至調景嶺站。
- 2002年：中国陕西省延安市警方闯入民宅搜查淫秽录像，夫妻在家看黄碟事件开始。
- 2007年：美國職棒舊金山巨人隊球員貝瑞·邦茲以760支全壘打再次創造美國職棒全壘打最新記錄。
- 2007年：中国山东省新泰市华源煤矿发生溃水事故，172人遇难。
- 2019年：香港170萬人大遊行，要求政府正視五大訴求。

## 出生
- 1305年：足利尊氏，日本室町幕府第1代征夷大將軍（1358年逝世）
- 1606年：瑪麗亞·安娜，神聖羅馬帝國皇后（1646年逝世）
- 1700年：巴吉拉奧一世，馬拉塔帝國將軍（1740年逝世）
- 1706年：樋口基康，日本江戶時代公卿（1780年逝世）
- 1750年：安东尼奥·萨列里，義大利作曲家（1825年逝世）
- 1774年：梅里韦瑟·刘易斯，美國探險家、軍人和公共管理者（1809年逝世）
- 1778年：法傑伊·法捷耶維奇·別林斯高晉，俄羅斯海軍中將、探險家（1852年逝世）
- 1792年：約翰·羅素，英國政治家，曾任英國首相（1878年逝世）
- 1819年：瑪麗亞·尼古拉耶芙娜，俄罗斯帝國女大公、洛伊希滕貝格公爵夫人（1876年逝世）
- 1830年：弗朗茨·约瑟夫一世，奧匈帝國皇帝（1916年逝世）
- 1867年：波西·福西特，英國陸軍軍官、探險家、考古學家（1925年失蹤）
- 1908年：爾敏·巴奈，印尼作家（1970年逝世）
- 1909年：马赛尔·卡尔内，法國導演（1996年逝世）
- 1910年：圖蘭·帕爾，匈牙利數學家（1976年逝世）
- 1921年：莉迪亞·利特維亞克，蘇聯王牌飛行員（1943年逝世）
- 1922年：阿兰·罗伯-格里耶，法國作家、電影製片人，新小說代表人物之一（2008年逝世）
- 1927年：羅莎琳·卡特，美國前第一夫人（2023年逝世）
- 1930年：利维乌·利布雷斯库，羅馬尼亞裔以色列物理学家（2007年逝世）
- 1930年：翟中和，中國細胞生物學家（2023年逝世）
- 1931年：陳寶輝，臺灣內科醫生（2020年逝世）
- 1932年：呂克·蒙塔尼耶，法國病毒學家，2008年諾貝爾生理學或醫學獎得主（2022年逝世）
- 1933年：朱斯特·方丹，法國職業足球運動員（2023年逝世）
- 1933年：羅曼·波兰斯基，波兰電影導演
- 1936年：古賀新一，日本漫畫家（2018年逝世）
- 1936年：勞勃·瑞福，美國電影演員
- 1941年：蔡瀾，香港制片人、作家、食家（2025年逝世）
- 1952年：派屈克·史威茲，美國男演員、歌手、舞蹈家（2009年逝世）
- 1953年：李影，香港女演員（2024年逝世）
- 1955年：簡肇棟，臺灣政治人物（2024年逝世）
- 1957年：譚盾，中國作曲家、指揮家
- 1957年：卡洛·波桂，法國演員、模特兒
- 1958年：麥德琳·史道威，美國演員
- 1961年：蒂莫西·F·蓋特納，美國經濟學家，前美國財政部部長
- 1962年：，墨西哥政治人物，第71任墨西哥總統
- 1965年：大谷育江，日本女性聲優
- 1965年：吉川晃司，日本歌手、作曲家
- 1966年：姜受延，韓國女演員（2022年逝世）
- 1967年：達雷爾·馬哈帝，印度歌手、慈善家
- 1967年：清原和博，日本職業棒球運動員
- 1968年：李丞涓，韓國女藝人
- 1969年：芝草宇宙，日本職業棒球運動員
- 1969年：愛德華·諾頓，美國電影演員
- 1969年：提摩希·D·史奈德，美國歷史學家、作家
- 1970年：宣萱，香港女演員
- 1970年：馬國賢，台灣演員
- 1972年：古巨基，香港歌手
- 1972年：小室桂子，日本歌手
- 1972年：中居正廣，日本男演員、主持人
- 1973年：李偉文，香港足球運動員
- 1975年：陳嘉容，香港模特兒
- 1976年：胡安·安東尼奧·拉莫斯，西班牙跆拳道運動員
- 1976年：李承燁，韓國棒球選手
- 1977年：恭碩良，香港歌手
- 1977年：村田充，日本男演員
- 1978年：安迪·萨姆伯格，美國男演員、單口喜劇演員、編劇
- 1978年：謝爾蓋·季哈諾夫斯基，白俄羅斯YouTuber、社會活動人士
- 1980年：埃斯特萬·坎比亞索，阿根廷足球運動員
- 1982年：王思佳，台灣女藝人
- 1982年：王凱，中國男演員
- 1983年：洪杰，香港歌手
- 1983年：井上拓，日本作曲家、編曲家、作詞家、唱片騎師
- 1983年：米卡·彭尼曼，英國歌手
- 1985年：貝亞特麗切·博羅梅奧，意大利貴族、記者
- 1986年：朴瑟琪，韓國女演員
- 1986年：權秀賢，韓國男演員
- 1987年：翟凌，中國模特兒
- 1988年：權志龍，韓國男子偶像團體BIGBANG隊長
- 1988年：龍梅子，中國女歌手、演員、主持人
- 1990年：錢景峰，香港男演員
- 1991年：布麗安娜·羅林斯，美國女子田徑運動員
- 1992年：成海璃子，日本女演員
- 1992年：吉田有里，日本女性聲優
- 1992年：伊麗莎白·拜索，美国女子游泳運動員
- 1993年：鄭恩地，韓國女子偶像團體Apink成員
- 1993年：藤井流星，日本男子偶像團體Johnny's WEST成員
- 1994年：鈴木誠也，日本職業棒球選手
- 1997年：夏瑟，韓國女子偶像團體本月少女成員
- 2001年：亚历克萨·利里，澳大利亚残疾人游泳运动员，前铁人三项选手
- 生年不詳：中根久美子，日本女性聲優

## 逝世
- 373年：桓温，东晋大将（312年出生）
- 648年：房玄龄，唐朝名臣（579年出生）
- 1503年：教宗亞歷山大六世，羅馬主教（1431年出生）
- 1620年：明神宗朱翊鈞，明朝皇帝（1563年出生）
- 1728年：住江滄浪，日本江戶時代儒學者（1691年出生）
- 1743年：杜赫德，法國神父、漢學家（1674年出生）
- 1835年：弗里德里希·施特罗迈尔，德國化學家，鎘元素的發現者（1776年出生）
- 1850年：巴尔扎克，法国作家（1799年出生）
- 1906年：約翰·A·賴斯，美國醫生、外科醫生、政治人物，曾任威斯康辛州參議員（1832年出生）
- 1944年：恩斯特·台尔曼，德国共产党中央委员会主席（1886年出生）
- 1945年：蘇巴斯·錢德拉·鮑斯，印度律師、政治人物（1897年出生）
- 1948年：珀西·洛，英國外科醫生、鳥類學家（1870年出生）
- 1954年：赫米拉·加林多，墨西哥女性主義者、作家（1896年出生）
- 1960年：卡羅·埃米利奧·邦費羅尼，義大利數學家（1892年出生）
- 1983年：尼古拉斯·佩夫斯納，德裔英國藝術、建築史學家（1902年出生）
- 1990年：伯尔赫斯·弗雷德里克·斯金纳，美國心理學家（1904年出生）
- 2004年：鄺友良，華裔美國律師、商人、政治人物，曾任夏威夷州聯邦參議員（1906年出生）
- 2005年：高秀敏，中国喜剧演员（1959年出生）
- 2009年：金大中，韓國政治人物，第15任韓國總統，2000年諾貝爾和平獎得主（1924年出生）
- 2018年：科菲·安南，第7任联合国秘书长，2001年诺贝尔和平奖得主（1938年出生）
- 2024年：亞蘭·德倫，法國男演員、製片人（1935年出生）
- 2024年：菲爾·唐納修，美國作家、製片人，第一個脫口秀節目《菲爾·唐納修秀》原創者、主持人（1935年出生）

## 节假日和习俗
- 巴基斯坦：植樹節
- 北馬其頓：軍人節
- 泰國：科學日
- 日本：
  - 高中棒球紀念日
  - 稻米之日
  - 米粉之日